# Brendan Coyle
Brendan Coyle (2 de Dezembro de 1963) é um ator britânico. Ele ganhou o Laurence Olivier Award por "The Weir" em 1999. Ele também representou Nicholas Higgins na minissérie "North & South", Robert Timmins nas primeiras três séries de Lark Rise to Candleford, e mais recentemente John Bates, o criado, em Downton Abbey. Este papel rendeu a ele uma nominação para Emmy do Primetime de melhor ator coadjuvante em série dramática e um BAFTA para Melhor Ator Coadjuvante.

## Primeiros anos
Brendan nasceu em Corby, Northamptonshire, filho de um pai Irlandês e uma mãe Escocesa. Devido à sua nacionalidade Inglesa e a descendência de Irlandeses, ele possui a dupla nacionalidade Britânica e Irlandesa. Ele é um sobrinho-neto de um grande gerente de futebol chamado Matt Busby.
Ele estudou drama em Dublin em 1981 e ganhou uma bolsa de estudos na Mountview Academy of Theatre Arts no Reino Unido em 1983.

## Carreira
Brendan Coyle recebeu um Laurence Olivier Award em 1999 pela sua performance em "The Weir" de Conor McPherson e ganhou um New York Critics Theater World Award por Melhor Broadway Debut pelo mesmo papel na sua produção Nova Iorquina. Em 2001, Brendan apareceu no filme "Conspiracy" como Gestapo Comandande Heinrich Müller. Ele atuou como Kaz Sweeney no drama Britânico, "True Dare Kiss", e Nicholas Higgins em "North & South" para a BBC.
Desde 2008, ele atuou como Robert Timmins nas três séries da BBC baseadas nas novelas de "Lark Rise to Candleford", escritas por Flora Thompson. Em 2010, ele começou a atuar com o papel de John Bates, criado e antigo militar britânico servindo ao Conde de Grantham na série de Julian Fellowes, Downton Abbey. Fellowes escreveu a parte de Coyle, e isso fez com que ele ganhasse nominações para um BAFTA e IFTA, assim como uma nominação para o Primetime Emmy Awards como Melhor Ator Coadjuvante em uma Série Dramática em 2012. Coyle também participou como o personagem de Terry Starling na pequena série de comédia da TV britânica e irlandesa Sky, "Starlings".

## Filmografia
| Ano       | Título                                            | Papel                        |
| --------- | ------------------------------------------------- | ---------------------------- |
| 1992      | Fool's Gold: The Story of the Brink's-Mat Robbery | Det Sgt Benwell              |
| 1992      | The Bill                                          | Chris Bailey                 |
| 1994      | Ailsa                                             | Miles Butler                 |
| 1995      | The Glass Virgin                                  | Manuel Mendoza               |
| 1995      | Dangerfield                                       | David Walsh                  |
| 1996      | Silent Witness                                    | Liam Slattery                |
| 1996      | Thief Takers                                      | D.S Bob "Bingo" Tate         |
| 1997      | The Last Bus Home                                 | Steve Burkett                |
| 1997      | 007 - O Amanhã Nunca Morre                        | Leading Seaman - HMS Bedford |
| 1998      | Soft Sand, Blue Sea                               | Gerry                        |
| 1998      | The General                                       | UVF Leader                   |
| 1998      | Happy Birthday To Me                              |                              |
| 1999      | I Could Read the Sky                              | Francie                      |
| 2000      | McCready and Daughter                             | Donal McCready               |
| 2000      | Paths to Freedom                                  | Jeremy Fitzgerald            |
| 2001      | Rebel Heart                                       | Michael Collins              |
| 2001      | The Inspector Lynley Mysteries                    | Richard Tey                  |
| 2001      | The Bombmaker                                     | George McEvoy                |
| 2001      | Conspiracy                                        | Heinrich Müller              |
| 2001      | Mapmaker                                          | Robert Bates                 |
| 2002      | Rockface                                          | Douglas McLanaghan           |
| 2003      | Waking the Dead                                   | Martin Corgan                |
| 2003      | Single                                            | Paul                         |
| 2004      | Amnesia                                           | D.C Ian Reid                 |
| 2004      | Omagh                                             | D.S John White               |
| 2004      | North & South                                     | Nicholas Higgins             |
| 2005      | Allegiance                                        | Michael Collins              |
| 2005      | The Jacket                                        | Damon                        |
| 2005      | Shameless                                         | Father Polish                |
| 2005      | Jericho                                           | Christie                     |
| 2005      | The Ghost Squad                                   | Sgt Ralph Allan              |
| 2006      | The Commander: Blacklight                         | Carl Dirkwood                |
| 2006      | Soundproof                                        | D.I. Dave Cox                |
| 2006      | Offside                                           | Duncan Miller                |
| 2006      | Prime Suspect: The Final Act                      | D.C.S Mitchell               |
| 2006      | Perfect Parents                                   | Ed                           |
| 2007      | The Mark of Cain                                  | Davey Gulliver               |
| 2007      | Wedding Belles                                    | Priest                       |
| 2007      | The Good Samaritan                                | Lewis Farrell                |
| 2007      | Damage                                            | Aidan Cahill                 |
| 2007      | True Dare Kiss                                    | Kaz Sweeney                  |
| 2008      | Lark Rise to Candleford                           | Robert Timmins               |
| 2009      | Inspector George Gently                           | Patrick Donovan              |
| 2009      | Perrier's Bounty                                  | Jerome                       |
| 2009      | Blue Murder                                       | Derek Jowell                 |
| 2010–2015 | Downton Abbey                                     | John Bates                   |
| 2011      | The Raven                                         | Reagan                       |
| 2012–13   | Starlings                                         | Terry Starling               |
| 2014      | Noble                                             | Gerry Shaw                   |
| 2015      | Spotless                                          | Nelson Clay                  |
| 2015      | Murdoch Mysteries                                 | Mr. Rankin                   |
| 2016      | 12 Monkeys                                        | Dr. Benjamin Kalman          |
| 2016      | Me Before You                                     | Bernard Clark                |
| 2016      | The Rising                                        | Augustine Birrell            |